# Франсеск Ферер
Франсеск Ферер и Гарда (14 декември 1859 – 13 октомври 1909) – испански просветител и анархист.

## Живот
Той е роден в Алелла (малък град близо до Барселона) в семейство на католици. Той е изпратен да работи във фирмата, в Барселона при навършване на 15 години. Собственикът на фирмата е светско и се казва, че са имали голямо влияние върху Ферер. Като последовател на испански републикански лидер Мануел Руис Зарила, Ферер е заточен в Париж със съпругата си и децата си в 1885 година. Разведен през 1899 г. и се омъжва за втори път с богат парижки учител скоро след това.
През 1901 г. той се завръща в Испания и отвори Escuela Moderna (Modern School). През 1906 г. той е бил арестуван по подозрение в участие в нападението Mateu Morral на крал Алфонсо XIII, но освободен без обвинение след повече от една година. Неговото училище е бил затворен по това време, той е хвърлен в затвора.
В началото на лятото на 1908 г., след освобождаването му от затвора, той е написал история за едно модерно училище, наречен произход и идеали на съвременното училище.
След обявяването на военно положение през 1909 г. по време на трагичния седмица, е арестуван и осъден като след продължителен съдебен процес, е бил разрелян в крепост Монжуик в Барселона на 13 октомври.
Малко след екзекуцията му, много привърженици на идеите Ferrero в САЩ формират така наречените модерни училища или училище Фереро, моделирани Escuela Moderna. Първата и най-забележима модерно училище е сформирана в Ню Йорк през 1911 година.